# Al-Ittihad al-Islami
Al-Ittihad al-Islami (arabe : الاتحاد الإسلامية, AIAI, Union islamique) est un groupe armé islamiste wahhabite somalien apparu au début des années 1980. Actif pendant la guerre civile, il s'implante peu à peu dans l'ensemble du pays et soutient au début des années 2000 le Transitional National Governement. Sa proximité avec Al-Qaïda attire l'attention de la communauté internationale après les attentats du 11 septembre 2001. Le groupe est placé le 7 avril 2011 sur la liste de l'ONU des organisations proches d'Al-Qaïda, liste instituée dans le cadre de la résolution 1267 de 1999 visant à lutter contre le terrorisme.

## Histoire
Fondée en 1982 ou 1983 dans les régions de Merca et de Kismayo de l'Ogaden, l'AIAI rassemble plusieurs mouvements islamistes issus de la dislocation de la Jamaaca al Islaamiyah. Elle est fondée officiellement le 22 septembre 1990 à Londres, en Grande-Bretagne. Depuis le Somaliland, elle s'implante peu à peu au Puntland en 1991 puis dans le sud de la Somalie durant la première partie des années 1990. Après la chute du régime de Mohamed Siad Barre, l'organisation gagne en force, la prise du port de Las Koreh lui permettant de se financier grâce au contrôle des douanes. Opposé au Somali Salvation Democratic Front, l'AIAI lui dispute en 1991 et 1992 le contrôle du port de Bosaso. Relativement inactive durant l'Opération Restore Hope et l'Opération des Nations unies en Somalie, elle rachète pendant ce temps les armes de milices mineures et se vend comme protection aux ONG humanitaires. Elle s'allie par la suite à la faction de l'United Somali Congress soutenant Ali Mahdi Mohammed et occupe une partie de la capitale, Mogadiscio, en 1995. Financée par le Soudan et l'Arabie saoudite, l'organisation s'étend jusqu'en Éthiopie tout en y soutenant les groupes rebelles, provoquant une attaque de l'armée éthiopienne le 9 et 10 août 1996 en Somalie. Un an plus tard, l'armée éthiopienne et la Rahanweyn Resistance Army (RRA) attaquent de nouveau les positions de l'AIAI, repoussée au sud de la Somalie, le long de la frontière avec le Kenya. Elle cesse alors en grande partie ses actions militaires, se reconvertissant principalement dans des actions caritatives, humanitaires, éducatives et commerciales et se rapprochant des tribunaux islamiques. Elle rejoint ainsi le Transitional National Governement en 2000,,.
À la suite des attentats du 11 septembre 2001, les liens entre Al-Qaïda et l'AIAI sont diffusés sur la scène internationale. L'organisation est alors placée sur la Terrorist Exclusion List des États-Unis et sur la liste officielle des organisations terroristes du Canada (23 juillet 2002), du Royaume-Uni et des États-Unis. Elle est considérée par l'ONU comme proche d'Al-Qaïda et à ce titre sanctionnée par le Conseil de sécurité des Nations unies. Elle est soupçonnée d'être responsable d'un attentat contre des citoyens israéliens au Kenya en 2002. Hassan Dahir Aweys se rallie en 2006 à l'Union des tribunaux islamiques.

## Idéologie et effectif
L'AIAI tente de dépasser les clivages claniques de la société somalienne pour établir une république islamique appliquant la Charia et rejetant la démocratie, le capitalisme et le communisme.
Les effectifs de l'AIAI ont varié en fonction de la répression et de sa diffusion durant les années 1990. Rassemblant autour de 1 000 hommes au début des années 1990, dirigés pas des vétérans de la Guerre d'Afghanistan, son effectif double au milieu des années 1990 pour redescendre à 1000 après la répression de 1996-1997. En 2005, ses effectifs sont estimés à 2 500 membres, répartis sur l'ensemble du territoire somalien, profitant des jeunes élèves des écoles contrôlés par l'organisation. Les principaux dirigeant de l'organisation sont le cheikh Ali Warsame (depuis 1991) et le colonel Hassan Dahir Aweys (responsable de la branche militaire),.